# Еразанк
«Еразанк» — советский футбольный клуб из Степанакерта. Основан не позднее 1990 года.

## Достижения
8-е место в зональном турнире Второй низшей лиги СССР (1991).
Серебряный призёр чемпионата НКР (2019).
Бронзовый призёр чемпионата НКР (2018).

## Статистика выступлений

### Чемпионат и Кубок НКР
| Сезон | Лига         | Место | И  | В  | Н | П | Мячи   | +/- | О  |   | Кубок      | Примечания        |
| ----- | ------------ | ----- | -- | -- | - | - | ------ | --- | -- | - | ---------- | ----------------- |
| 2018  | Премьер-лига | 3-е   | 14 | 8  | 3 | 3 | 35-22  | 13  | 27 | - | 1/2 финала | 4-й чемпионат НКР |
| 2019  | Премьер-лига | 2-е   | 30 | 26 | 1 | 3 | 144-33 | 111 | 79 | - | 1/4 финала | 5-й чемпионат НКР |

## Известные игроки
- Адамян, Армен Армоевич